# Seznam narodnih herojev Jugoslavije (Ć)
Seznam narodnih herojev Jugoslavije, katerih priimki se začnejo na črko Ć.

## Seznam
- Mujo Ćemalović Ćimba (1919–1943), za narodnega heroja proglašen 20. decembra 1951.
- Vlado Ćetković (1909–1944), za narodnega heroja proglašen 13. avgusta 1945.
- Jelena Ćetković (1916–1943) , za narodnega heroja proglašen 5. julija 1952.
- Petar Pero Ćetković (1907–1943), za narodnega heroja proglašen 30. aprila 1943.
- Janko Ćirović (1904–1970), z redom narodnega heroja odlikovan 13. julija 1953.
- Radivoj Ćirpanov (1909–1941), za narodnega heroja proglašen 25. oktobra 1943.
- Dušan Ćorković (1921–1980), z redom narodnega heroja odlikovan 23. julija 1952.
- Jovan Ćorović (1913–1942), za narodnega heroja proglašen 20. decembra 1951.
- Dušan Ćubić (1919–1945 ), za narodnega heroja proglašen 5. julija 1951.
- Avdo Ćuk (1920–1943), za narodnega heroja proglašen 23. julija 1952.
- Milan Ćup (1917–1944), za narodnega heroja proglašen 20. decembra 1951.
- Pero Ćuskić (1914–1942), za narodnega heroja proglašen 20. decembra 1951.